# Waraniéné
Waraniéné est un village du nord de la Côte d'Ivoire, proche de la ville de Korhogo et qui est particulièrement réputé pour ses tisserands. Waraniéné signifie endroit sans fétiche.

## Industrie textile
Les tisserands hommes (l'activité, comme dans tout le reste de l'Afrique de l'Ouest, est traditionnellement dévolue à ces derniers) tissent de longues bandes de 12 à 20 cm de large qui sont ensuite assemblées pour former différents vêtements et couvertures. Ils sont un fragment de la migration Dioula,. Les motifs tissés étaient liés aux usages des vêtements selon les événements : fêtes d'initiation, mariages, etc. Ces motifs portent des noms évocateurs comme "dents de panthère", "cauris" ou "peau d'ananas".
Le tissu qui y est fabriqué servira en outre de support pour les peintres de Fakaha, un autre village tout proche, pour fabriquer le tissu dit de Korhogo.

## Association
Les tisserands du village sont membres de l’Union des Groupements des Artisans du Nord de la Côte d'Ivoire (UGAN).

## Galerie

Robes
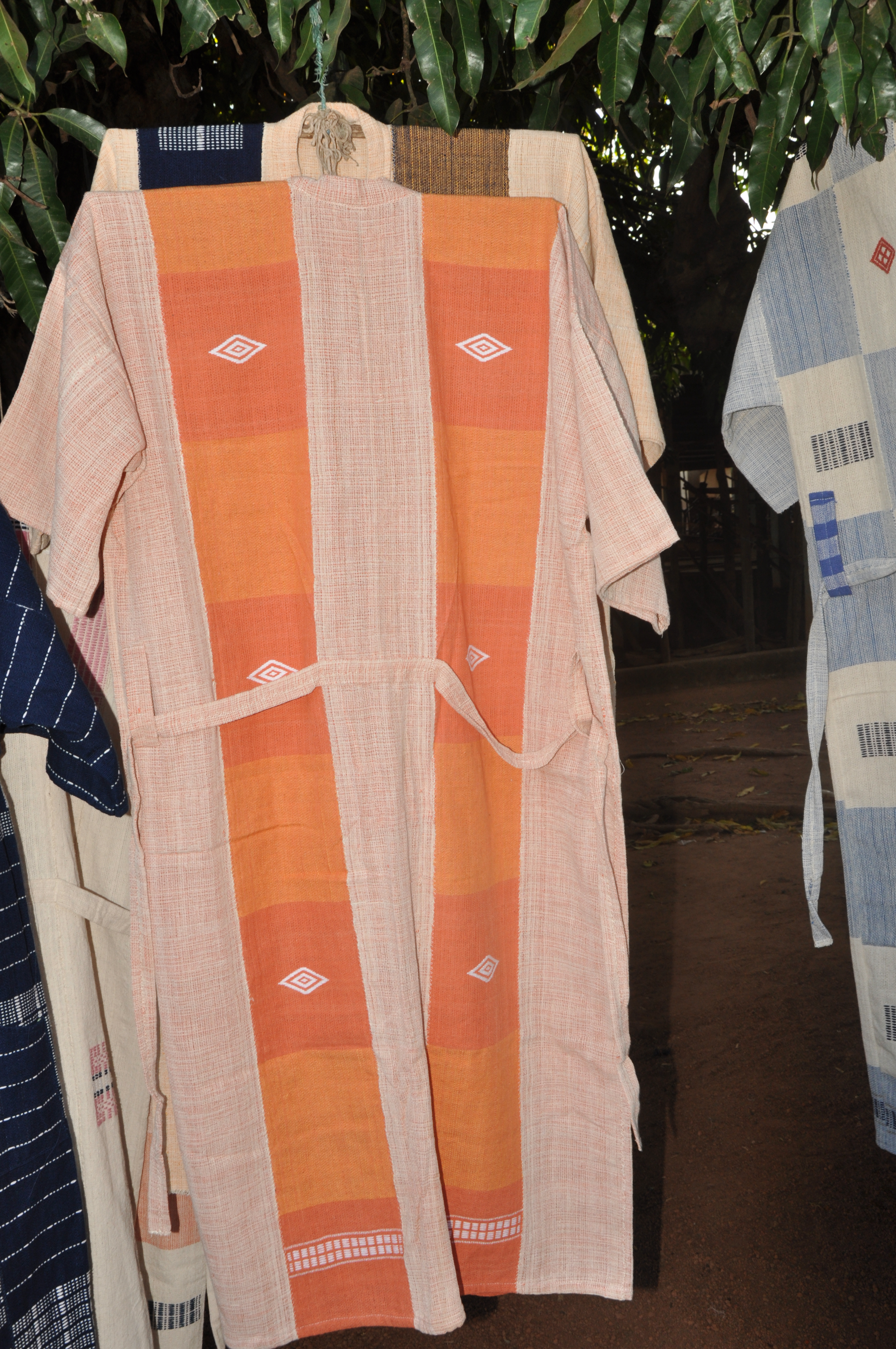
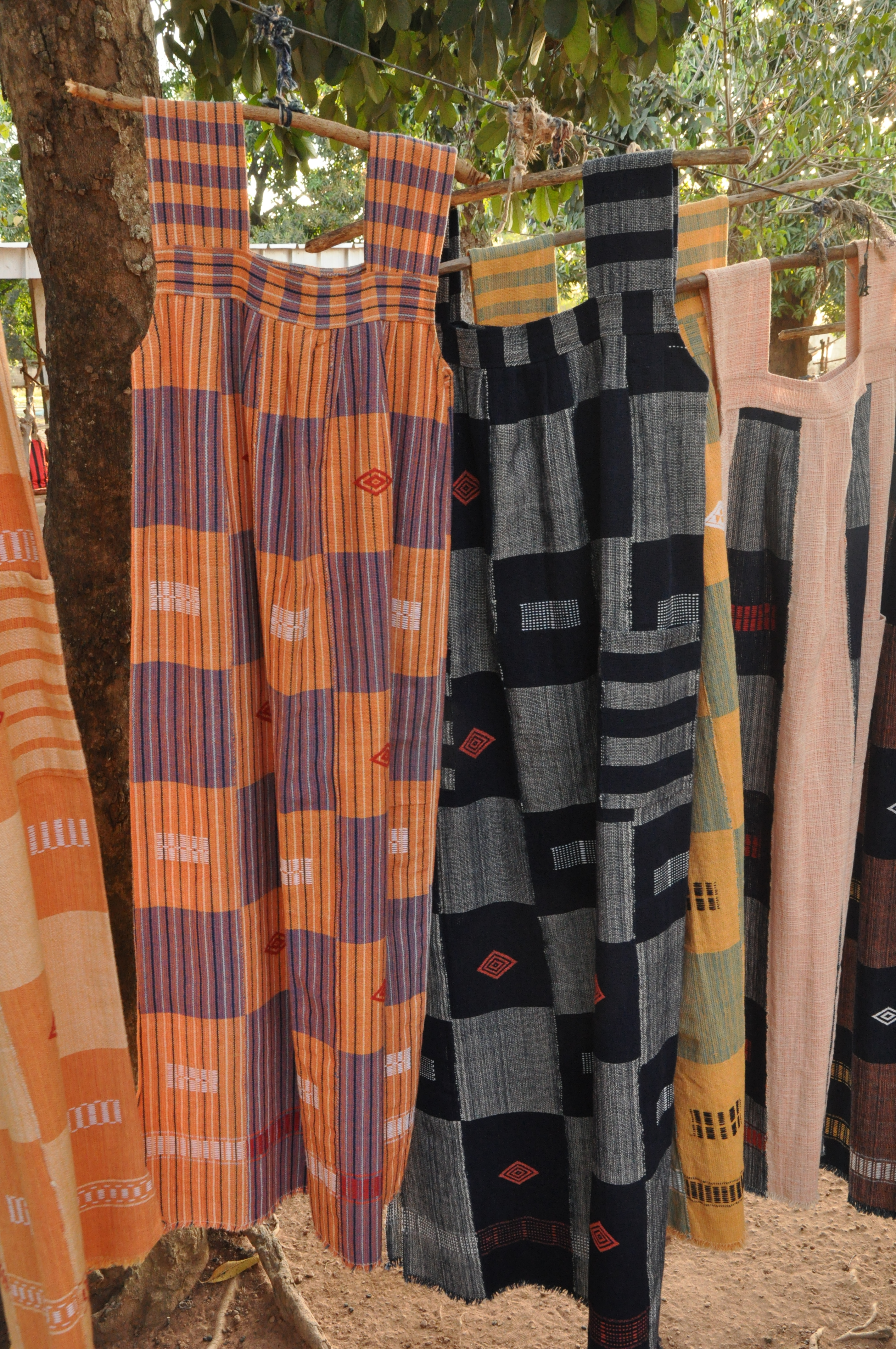
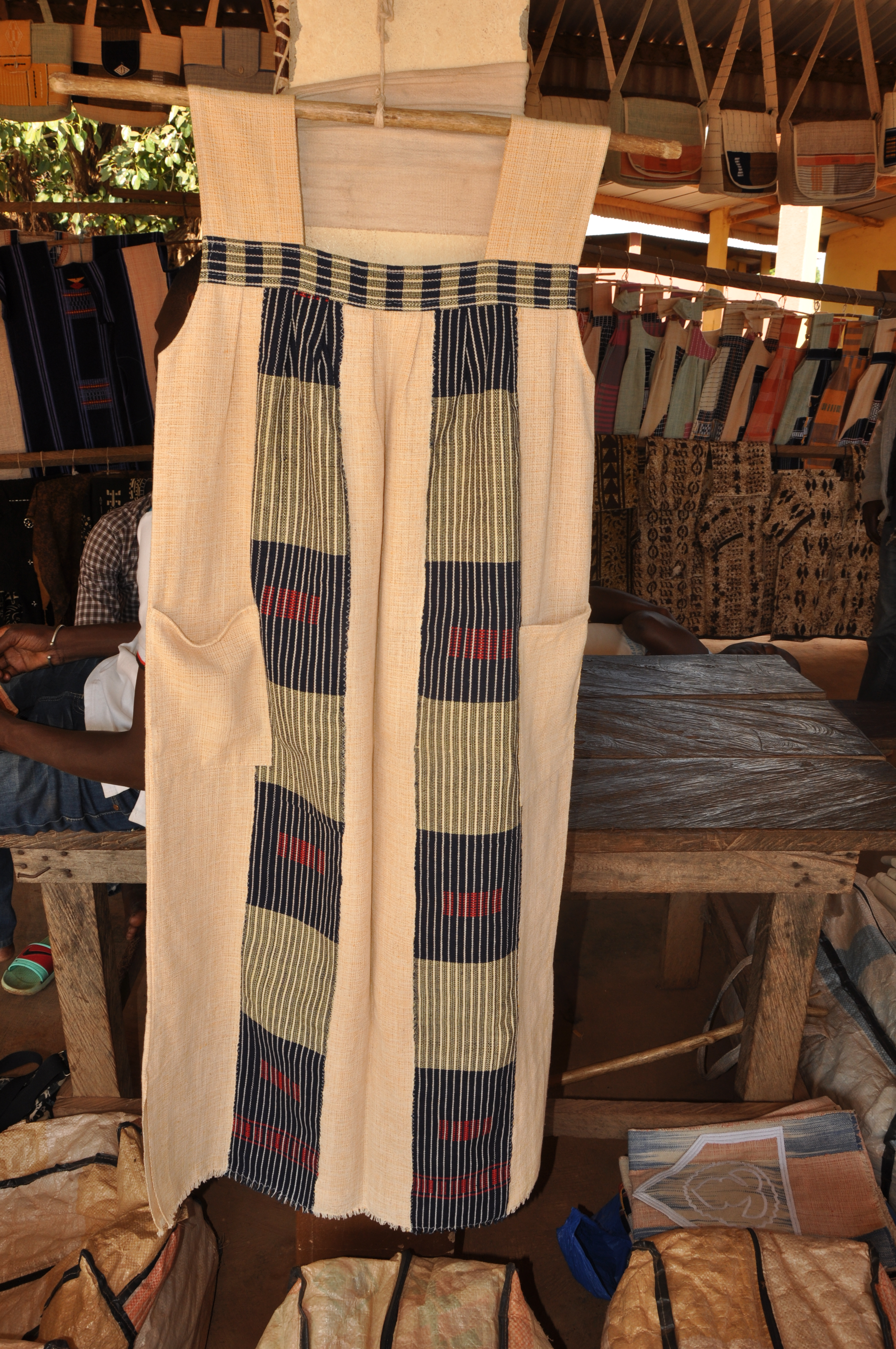
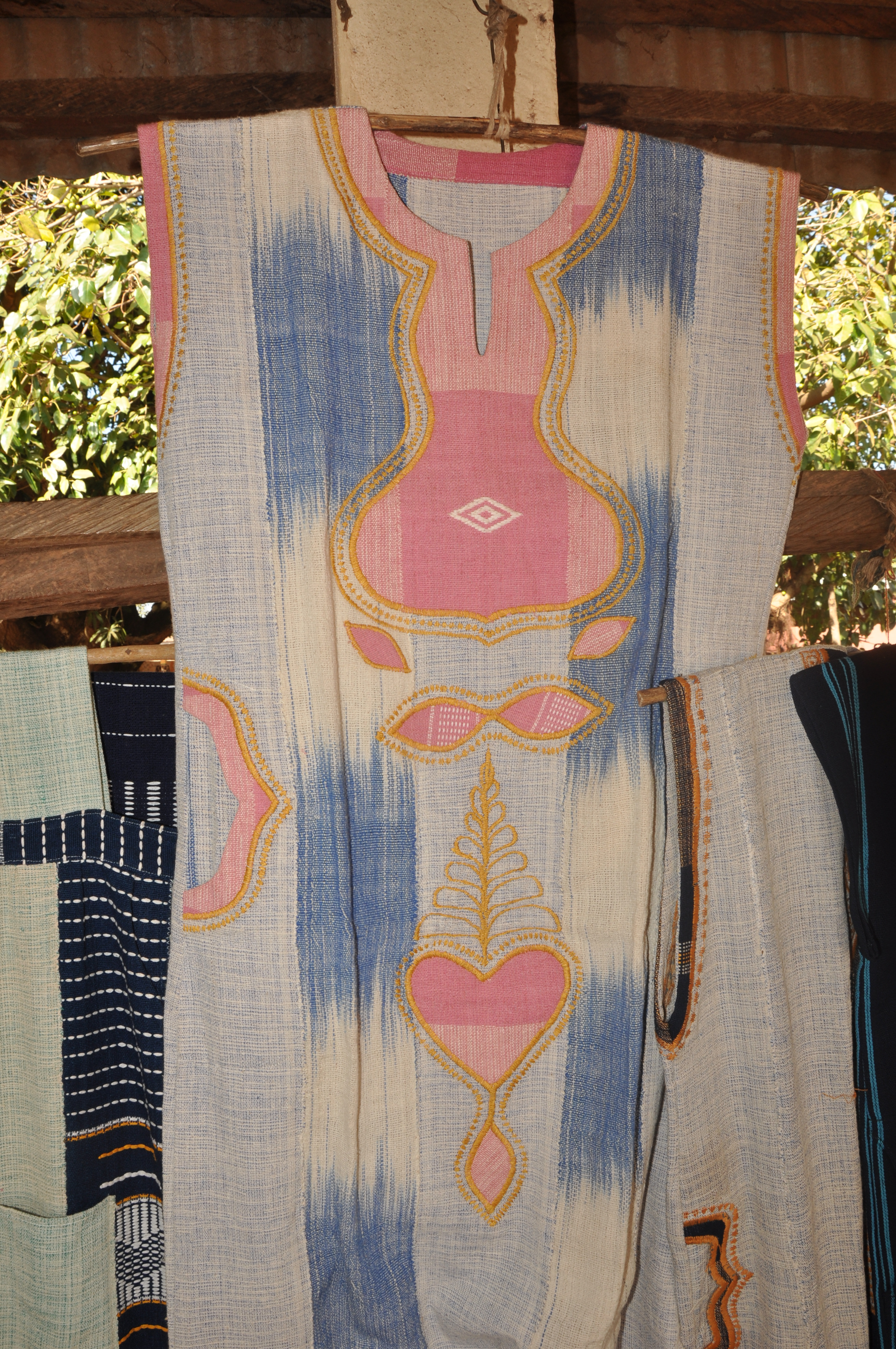

Pagnes
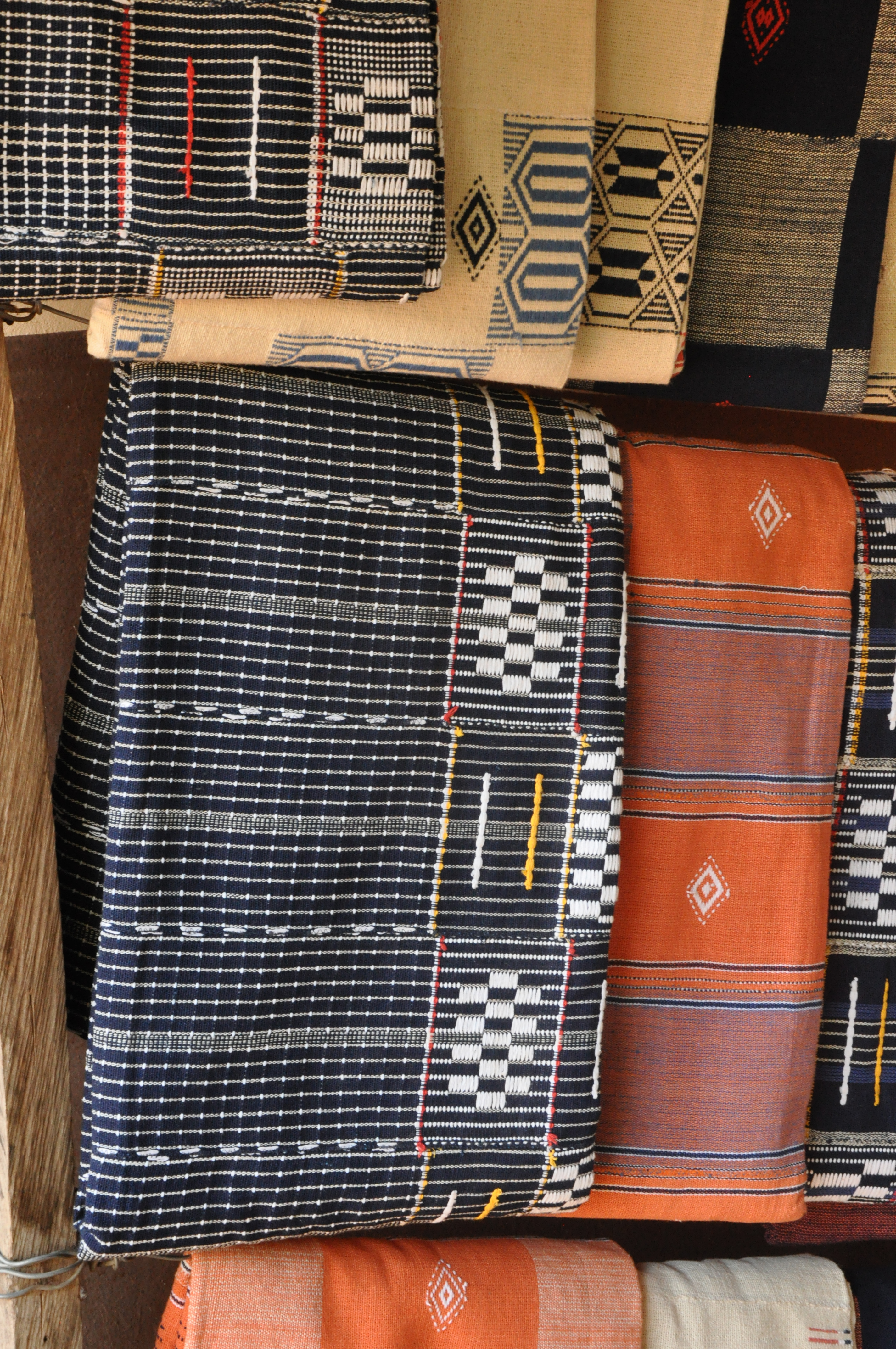
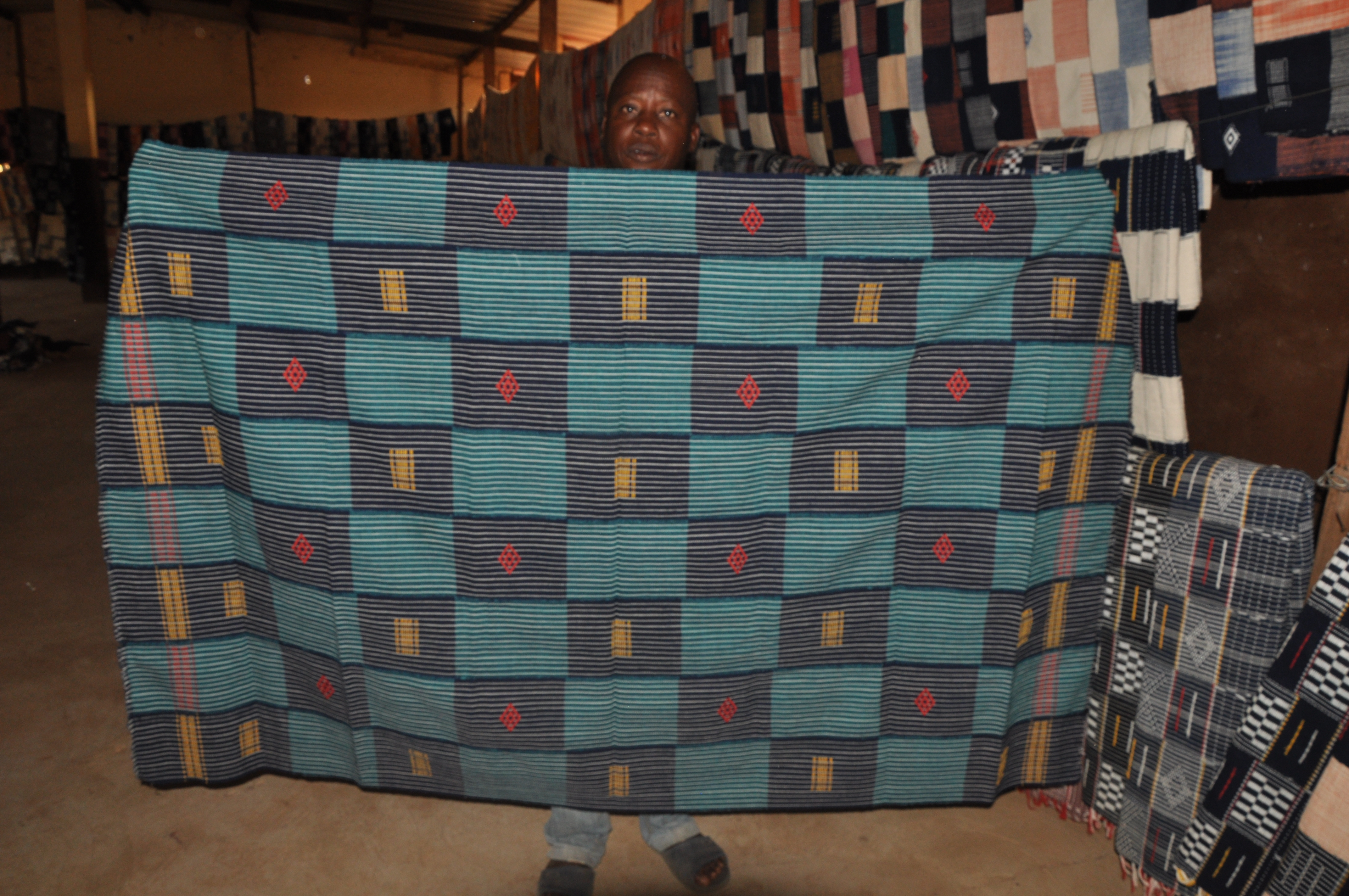
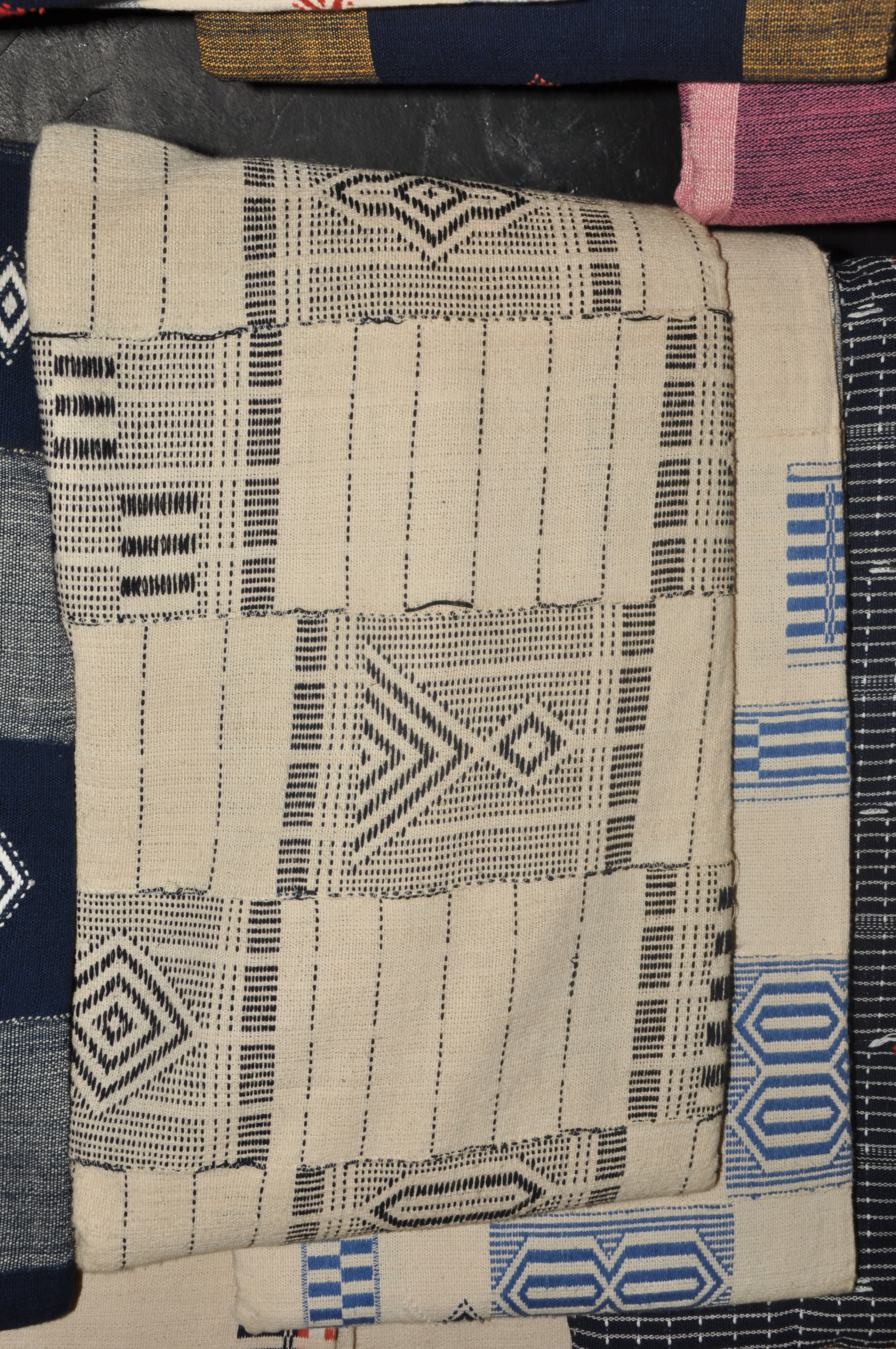
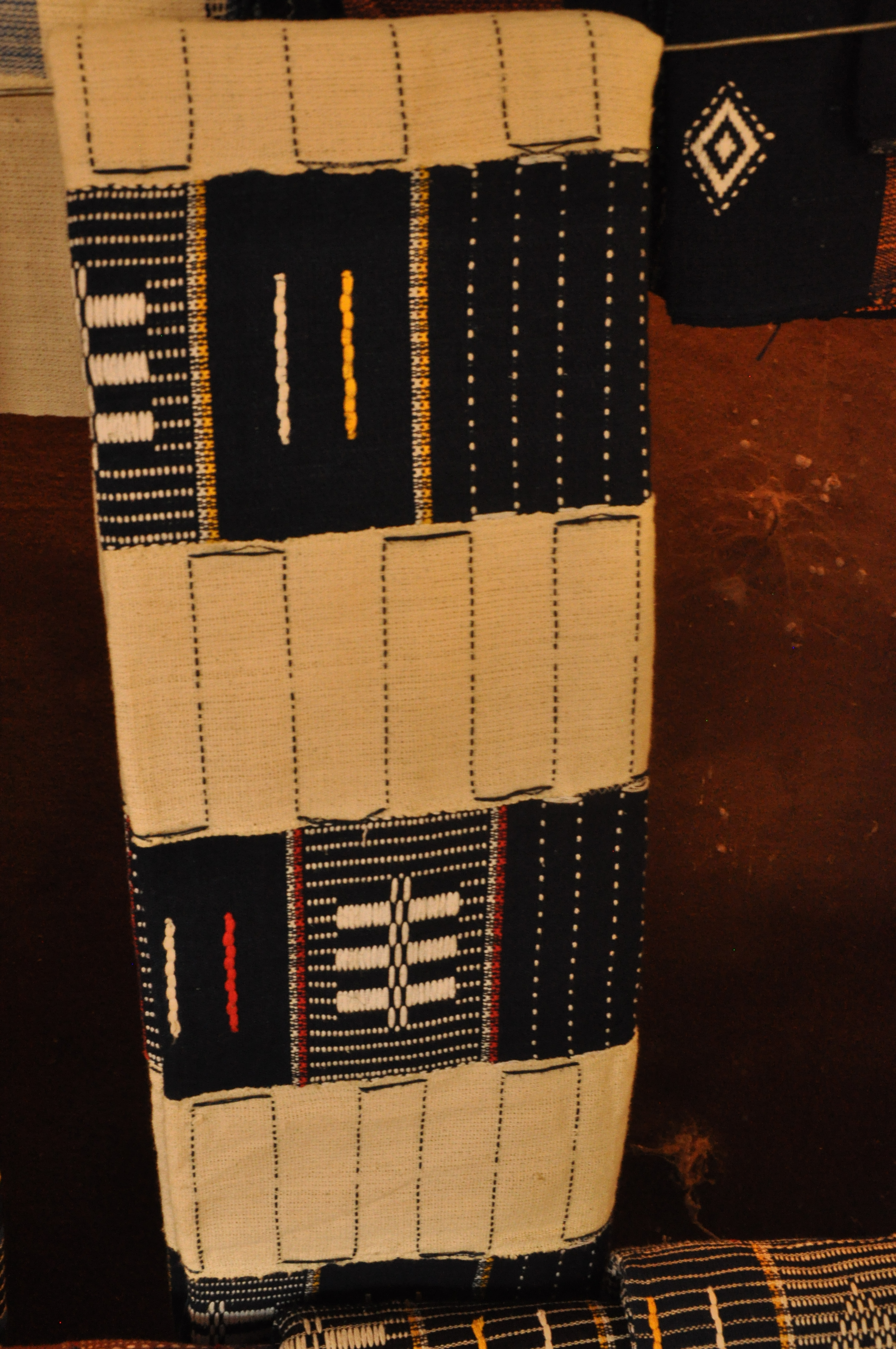